# حاج محمد آقا حریری
 محمدآقا حریری از بازاریان تبریزی بود، که در دوره نخست بعنوان نماینده تبریز در مجلس شورای ملی حضور داشت.
خاندان حریری یکی از سرشناس ترین خانواده‌های تبریزی بودند. محمد حریری دارای سه پسر بنامهای خلیل، حسن و حسین بود. 
خلیل حریری نماینده مجلس شورای ملی در دوره‌های یازدهم، دوازدهم و سیزدهم بود. ، حسن حریری به شغل تجارت فرش مشغول بود و از اعضای اتاق بازرگانی تبریز بود و حسین حریری سالها در دفتر روابط فرهنگی ایران و روسیه کار مشغول به کار بود. 